# 恰克拜雷尼
恰克拜雷尼，是匈牙利费耶尔州所辖的一个村。总面积41.37平方公里，总人口1214，人口密度29.3人/平方公里（2011年1月1日）。